# Artur Laperla
Artur Laperla, (Barcelona, 1975) és un il·lustrador, guionista i dibuixant de còmics català. Ha treballat per a editorials com Cruïlla, SM, Edelvives, Edebé o Larousse il·lustrant llibres de text, quaderns i literatura infantil, com la sèrie Les increïbles i superheroiques aventures de XXL, amb textos d'Eduard Márquez de la col·lecció Vaixell de Vapor. Com a autor de còmics ha publicat els llibres Voleurs de chien o Matilda Clarck, entre d'altres. Actualment (2015) treballa en la sèrie de còmic Superpatata, publicada per Bang Edicions a la seva col·lecció Mamut.